# Bagrat III av Georgien
Bagrat III, född cirka 960, död 7 maj 1014, av Bagration-dynastin var kung i Kaukasus.
Från 978 var han kung av Abchazien, med titeln Bagrat II. Genom erövring och diplomati lade han även under sig kungarikena Kartli och Kachetien och kallade sig från 1008 för abchazernas och kartveliernas kung.
Bagrat är också känd för att ha beordrat byggnationen av den praktfulla Bagratikatedralen i Kutaisi i västra Georgien, vars ruiner nu återfinns på Unescos världsarvslista.